# Marc Crawford
Pour les articles homonymes, voir Crawford.
Marc Joseph John Crawford (né le 13 février 1961 à Belleville, dans la province de l'Ontario au Canada) est joueur et entraîneur canadien de hockey sur glace de la Ligue nationale de hockey. Il est le frère des joueurs de hockey professionnel Bob et Lou Crawford. 

## Carrière de joueur
Marc Crawford a été repêché par les Canucks de Vancouver au cours du repêchage d'entrée dans la LNH 1980 au 4e tour (70e position au total). Dès sa première saison en 1982, Crawford joue la finale de la Coupe Stanley contre les Islanders de New York qui remportent la coupe. En début de saison, lors d'une partie face aux Bruins de Boston, il frappa solidement Normand Léveillé. Ce dernier perdit connaissance au cours de l'entracte entre la 1re et 2e période. Il est devenu aphasique et partiellement paralysé, ce qui mit un terme à sa carrière. Pendant les six années qui suivent, il fait des aller-retours entre les Canucks et leur équipe associée dans la Ligue américaine de hockey, l'Express de Fredericton. Ces  voyages nombreux lui valent les deux surnoms de 747 et de Crow (corbeau)[réf. nécessaire].

## Carrière d'entraîneur
Il prend la tête des Nordiques de Québec pour la saison 1994-1995 de la LNH et reste avec l'Avalanche au déménagement de la franchise. Lors de son unique saison à Québec, il remporte le trophée Jack-Adams récompensant l'entraîneur de la saison. Il détient le record du plus jeune entraîneur à recevoir le trophée Jack-Adams. Lors de la première saison de la franchise à Denver, Crawford entraîne son équipe vers la Coupe Stanley en balayant les Panthers de la Floride en finale 4 matchs à 0. 
Les deux saisons suivantes, les résultats sont médiocres et à chaque fois l'Avalanche échoue rapidement dans les séries éliminatoires. Le directeur général Pierre Lacroix lui offre alors une prolongation pour un an, mais Crawford désirant un plus beau contrat, il met fin à sa collaboration avec la franchise le 27 mai 1998.
En janvier de l'année suivante, il prend la direction des Canucks de Vancouver après avoir été l'entraîneur de l'Équipe du Canada de hockey sur glace pour les Jeux olympiques d'hiver de 1998. Avec l'équipe nationale, il n'obtient qu'une 4e place.
Le 25 avril 2006, les Canucks libèrent Crawford de son contrat alors que l'équipe manque de peu les séries éliminatoires 2005-2006. Le directeur général des Canucks invoque un besoin de changement dans l'équipe. Crawford confirme au cours de l'association de presse, qu'il avait l'impression que ses joueurs se détournaient de lui et étaient ailleurs. Deux jours après, il remercie les fans pour les 7 années de soutien.
Le 22 mai 2006, les Kings de Los Angeles le nomment entraîneur de leur équipe. Après deux saisons à la barre de l'équipe et seulement 59 victoires, il a été relevé de ses fonctions le 10 juin 2008.
En juin 2009, Crawford rejoint les Stars de Dallas à la demande du nouveau directeur-général Joe Nieuwendyk en remplacement de Dave Tippett. Le 12 avril 2011, après avoir engrangé 79 victoires en 164 matchs avec l'équipe, il est congédié par les Stars de Dallas, et il est engagé  comme entraîneur des ZSC Lions le 2 juillet 2012.
Il est le 2e plus jeune entraîneur à atteindre les 400 victoires après Scotty Bowman.[réf. nécessaire]

## Trophées et honneurs personnels
- Ligue nationale de hockey
  - 1995 : remporte le trophée Jack-Adams
  - 1996 : remporte la Coupe Stanley avec l'Avalanche du Colorado à titre d'entraîneur-chef
- Ligue américaine de hockey
  - 1993 : remporte le trophée Louis-A.-R.-Pieri
- Ligue Suisse de Hockey
  - 2014 : remporte le championnat de LNA avec les ZSC Lions à titre d'entraîneur-chef